# Asociación Mexicana de Productores de Fonogramas y Videogramas
Asociación Mexicana de Productores de Fonogramas y Videogramas (AMPROFON) (tiếng Anh: Mexican Association of Producers of Phonograms and Videograms, A.C.), (tiếng Việt: Hiệp hội các nhà sản xuất bản thu âm và Videograms ở Mêhicô, A.C.) là một tổ chức phi lợi nhuận được tạo dựng bởi các công ty đa quốc gia và nền thu âm quốc gia ở México. AMPROFON thành lập vào ngày 3 tháng 4 năm 1963, tập hợp bởi một nhóm các công ty thu âm đại diện cho hơn 70 phần trăm của thị trường ở México.
AMPROFON là một thành viên có quan hệ với Liên đoàn Quốc tế Công nghiệp thu âm (IFPI) - các tổ chức thúc đẩy lợi ích của ngành công nghiệp thu âm quốc tế. Những thành viên của họ bao gồm hơn 1.400 công ty riêng biệt tại hơn 70 quốc gia. Ngoài ra, hiệp hội này còn có các nhóm quốc gia khác liên kết với ngành công nghiệp trong 48 nước.

## Lịch sử
Vì nhu cầu tất yếu cần thiết cho một tổ chức để đại diện cho quyền và lợi ích của người sản xuất bản thu âm tại México, một hiệp hội dân sự được gọi là Đĩa thu âm sản xuất (AMPRODISC) cho ra đời vào ngày 3 tháng 4 năm 1963. Các thành viên trong đó gồm:
- Compañía Importadora de Discos, S.A.
- CBS de Mexico, S.A.
- Discos Mexicanos, S.A.
- Fábrica de Discos Peerless, S.A.
- GAMMA, S.A.
- Panamericana de Discos, S.A.
- RCA Victor Mexicana, S.A.

Vào ngày 26 tháng 7 năm 1971, tên gọi trên lại được đổi thành "Hiệp hội các nhà sản xuất bản thu âm tại Mexico" (Asociación Mexicana de Productores de Fonogramas) và đó là kết quả của các phiên bản video âm nhạc. Đến ngày 3 tháng 5 năm 1990, tên đã được đổi thành "Hiệp hội các nhà sản xuất bản thu âm và videograms tại Mexico" (AMPROFON), đây cũng chính là tên gọi hiện tại của hiệp hội.

## Bảng xếp hạng âm nhạc
Bảng xếp hạng được cập nhật mỗi tối thứ tư trong tuần bao gồm doanh số bán hàng quốc gia trong bốn bảng xếp hạng khác nhau:
- Tốp 100 bảng xếp hạng album tại Mexico. Đây là danh sách 100 album bán chạy nhất trong nước. Tất cả các thể loại âm nhạc được tính cũng như một EP.
- Bảng xếp hạng album Tây Ban Nha. Đây là danh sách tốp 20 album Tây Ban Nha thuộc thể loại nhạc Pop, Rock và Dance, bất kể quốc tịch nào trên thế giới. Bất kỳ một album nào tại Tây Ban Nha nếu đủ điều kiện thì đều được xuất hiện trên bảng xếp hạng này.
- Bảng xếp hạng âm nhạc album phổ biến. Đây là danh sách tốp 20 của nền âm nhạc trong khu vực Mexico, có thể là ranchera, grupero, hoặc những thể loại nhạc khác.
- Bảng xếp hạng album quốc tế. Mặc dù có gắn nhãn "Inglés (tiếng Anh)", tuy nhiên bảng xếp hạng tốp 20 này cho dù là "quốc tế" hay trong nước, kể cả khi các nghệ sĩ có album không phải tiếng Anh cũng được xuất hiện trong bảng xếp hạng này, bất kể một quốc tịch nào. Một album tiếng Tây Ban Nha sẽ không đủ điều kiện để xuất hiện trên bảng xếp hạng này.

AMPROFON không sản xuất các bảng xếp hạng cho các phiên bản duy nhất, mặc dù nó không xác nhận khối lượng vận chuyển đối với họ cho đến ngày 30 tháng 6 năm 2009.